# Mestna avtobusna linija št. 67 (Szczecin)
Mestna avtobusna linija številka 67 (Karola Miarki - Ludowa) je ena izmed dnevnih navadnih avtobusnih linij javnega mestnega prometa v Ščečinu. Povezuje Gumieńce in Gocław.

## Trasa
Karola Miarki – Ku Słońcu – Santocka (z powrotem: Santocka – Świerczewska – Miarki) – Poniatowskiego – Traugutta – aleja Wojska Polskiego – Skargi – Rondo Giedroycia – Staszica – Plater – Firlika – Hutnicza – Stocznia Szczecińska – Nocznickiego – Stalmacha – Druckiego Lubeckiego – Ludowa